# オペル・ベクトラ
ベクトラ (VECTRA)は、GMが製造、オペルブランドで販売していた自動車である。

## 初代 (1988–1995年)
初代モデルであるVectra-Aは、アスコナの後継車種として1988年に登場した。ボディタイプは4ドアセダンと5ドアハッチバックの2タイプがあった（日本へはセダンのみ輸入）。直列4気筒ガソリンエンジンを搭載（1.6リッターから2.0リッターターボまで存在）。1992年のマイナーチェンジ時にV型6気筒を追加している。ヨーロッパで発売されているディーゼルエンジン搭載モデルは、いすゞ自動車製の1.7Lエンジン（NA及びターボ）が搭載されていた。
イギリスではボクスホール・キャバリエとして販売される。ニュージーランドではホールデンブランドで販売されていたものの、ホールデンの本国オーストラリアでは、同クラスにトヨタ・カムリのOEMモデル「アポロ」（Holden Apollo ）を販売していたため、ベクトラは販売されなかった。
日本では1989年からオペルの総代理店である東邦モーターズといすゞ自動車が輸入。2リッターSOHCエンジン（C20NE型）搭載車を販売。「CD」およびABSやサンルーフを備えた豪華版の「CDディアマント」（CD Diamant ）がラインナップ。当初はともに左ハンドル仕様であった。ドイツ色を一面に出したテレビCMまで放映するもライバルのメルセデス・ベンツ・190E、BMW・3シリーズ、アウディ・80と比べ圧倒的に販売で負けていた。1990年モデルより右ハンドル車を追加。通常、右ハンドル仕様車は英国ボクスホールの工場で製作されるが、日本仕様車はドイツ本国の工場で生産されたものを輸入していた。また、上級グレード「CDディアマント」の名称を「CD-X」に変更（おそらく三菱・ディアマンテの登場によるものと思われる）。1991年モデルから上級車のオメガ、セネターと同様に電動格納式ドアミラーが採用され、駐車時の利便性が向上している。
1993年より取扱ディーラーがヤナセに移行し、同時にマイナーチェンジモデルを発売。CIマーク内蔵型のグリルやダーク化されたリアコンビネーションランプ、トランクリッドにガーニッシュが追加される程度で構造的には大きな変更はない。ほぼ同等の装備ながらグレード名がCD/CD-XからGLS/CDに変更されている。1994年モデルから運転席エアバッグが装備され、1995年モデルでは助手席エアバッグも加えて標準となり、2.5リッターV6エンジン（ECOTEC-C25型）搭載車が追加されている。
派生車種としてクーペモデルのオペル・カリブラも発売された。
- GLS/CD系
  - 直列4気筒SOHCエンジン、1,988cc、115ps/5,200rpm、17.3kgm/2,600rpm
- V6
  - V型6気筒DOHCエンジン、2,497cc、170ps/6,000rpm、23.1kgm/4,200rpm

## 2代目 (1995–2002年)
2代目モデルであるVectra-Bは1995年に登場。このモデルからステーションワゴンがボディラインナップに加わる。
直列4気筒もしくはV型6気筒ガソリンエンジンを搭載し、駆動方式はFFである。ディーゼルエンジンは引き続きいすゞ製が搭載された。
ボクスホールブランドとの呼称統一化を図っていたイギリスではこのモデルから「ボクスホール・ベクトラ」となる。
サターン・Lシリーズはベクトラのプラットフォームをもとに開発された。
日本へはセダンが1996年から、ワゴンが1997年から導入されたが、ハッチバックは導入されなかった。グレードは両ボディ共に、直列4気筒のGLとCD、V型6気筒のCDXが用意され、組み合わされるトランスミッションは、全車ニュートラルコントロール付き4速オートマチックである。
1998年モデルより全車にサイドエアバッグが標準装備された。またキーホルダー型のキーレスリモコンからリモコン一体型のエンジンキーに変更された。そして2000年モデルより、モール類のボディ同色化、グリルのクロームメッキ化、ドアミラーの大型化がなされた。2001年モデルより全エンジンの刷新が図られ、CDとCDXについては排気量が拡大している。
エンジンはモデル年式によって数種類存在する。

- 直列4気筒
  - 1996年-1998年モデル：X18（1.8L）、X20（2.0L）
  - 1999年-2000年モデル：X181（1.8L）、C20SEL（2.0L）
  - 2001年モデル：Z18（1.8L）、Z22（2.2L）
- V型6気筒
  - 1996年-2000年モデル：X25（2.5L）
  - 2001年モデル：Y26（2.6L）

## 3代目 (2002–2008年)
3代目モデルであるベクトラCは、2002年に登場した。
直列4気筒またはV型6気筒ガソリンエンジンを搭載し、駆動方式はFFである。ディーゼルエンジンは当初いすゞ製の3.0LV型6気筒エンジンが搭載されたが、後にフィアット製1.9L直列四気筒エンジンに変更された。
ボディタイプはセダン、ワゴンと、GTSと呼ばれる5ドアハッチバックがラインナップされた。派生車種としてワゴンとセダンの中間車種 オペル・シグナム ものちに登場した。
サーブ・9-3やシボレー・マリブ、ポンティアック・G6、サターン・オーラなどはベクトラCと同じGMイプシロン・プラットフォームを元にしている。
日本へはガソリンエンジンのモデルが輸入され、セダンとGTSの2.2Lまたは3.2L、ワゴンは3.2Lのみがラインナップされた。
2006年にフェイスリフトを受け後期型となったが、同年5月に日本での販売撤退を発表したため、結果的に後期型はGTS2.2が20台前後輸入されただけであった。

## その他
ベクトラは欧州以外のオペルブランドが展開されていない地域でも販売されていたものの、ホールデン（オセアニア）向けをはじめとしてGM大宇製のシボレー・エピカへの置き換えが進み、中南米のいくつかの国（メキシコ、チリなど）でシボレーのブランドで販売されていたに留まる。なお、ブラジルとアルゼンチンではアストラがベクトラの名称で販売されていた。

## 後継車種
オペルはベクトラの後継として中型乗用車のカテゴリーに投入する新車種の車名を「インシグニア」（Insignia ）と決定した。実車は2008年7月の英国国際モーターショーで世界初公開された。

## モータースポーツ
ベクトラは世界各国のツーリングカーレースに参戦して実績を挙げている。特に初代及び2代目はスーパーツーリングマシンのベース車に選ばれてオペル (イギリスではボクスホール、オーストラリアではホールデン) の主力車種として各ツーリングカーシリーズを戦った。
まず日本では1994年からスタートした全日本ツーリングカー選手権 (JTCC)にHKSが初代モデルで参戦。（初年度となる1994年前半のみボクスホールブランドでの参戦）アンソニー・レイドのドライブで開幕戦からいきなり連勝し、シーズン終了までに合計4勝を飾った。翌1995年シーズンもレイドのドライブにより3勝と好成績を残し、中盤の鈴鹿では開幕戦から6連勝と勢いに乗っていたトヨタ勢の連勝をストップさせた。JTCC参戦最終年度となる1997年はプライベーターチームとしての参戦となったが、飯田章ドライブの2代目ベクトラが終盤の仙台ハイランドにて優勝するなどプライベーターながら善戦した。ちなみに飯田がドライブしたベクトラは2017年現在もHKSのガレージにて保存されており、イベントなどで展示されている。
フランス国内で開催されているフランス・スーパーツーリスモでは、初代ベクトラが1994年から参戦した。1994年はアラン・クーディニが5勝し、1995年もエリック・エラリーが7勝を飾る好成績を残したが、いずれもシリーズ2位と惜しくもシリーズチャンピオンを逃している。また、元F1ドライバーのジャック・ラフィットもベクトラでこのレースに参戦した。
オペルのお膝元ドイツでも1996年からドイツ・スーパーツーリング選手権 (STWカップ)に2代目ベクトラが参戦を開始し、フランス・スーパーツーリスモでも活躍したエリック・エラリーやドイツ国内のツーリングカーレースで活躍しているマヌエル・ロイター、ウーヴェ・アルツェン等を擁して1999年のシリーズ終了まで毎年善戦した。
90年代のツーリングカーレースの中で世界各国の自動車メーカーが参入して最も盛り上がりを見せたイギリスツーリングカー選手権 (BTCC)ではオペルブランドでの参戦ではなく、ボクスホールブランドで参戦だった。ボクスホールはBTCCがまだスーパーツーリング規定のマシンで統一される前の1990年シーズンから初代モデルで参戦し、毎年チャンピオン争いを繰り広げた。1995年に遂にジョン・クレランドがシリーズチャンピオンを獲得し、1996年以降はモデルチェンジした2代目がマシンの規定変更により参戦を終了する2000年シーズンまで参戦を継続した。尚、BTCCでは初代モデルは、ボクスホール・キャバリエ、2代目はボクスホール・ベクトラという車名での参戦となった。

### ベクトラでJTCCを走ったドライバー
- アンソニー・レイド  (1994年、1995年)
- ジャスティン・ベル (1995年)
- 長谷見昌弘 (1996年)
- 金海辰彦 (1995年、1996年)
- 飯田章 (1997年)